# 大寫鎖定

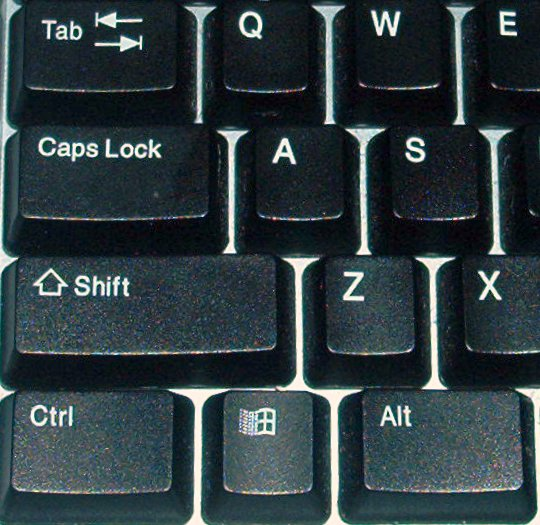
現代鍵盤上的大寫鎖定鍵(在左上方，在Tab鍵旁，下面的是Shift鍵)

大寫鎖定（Caps lock）是大部分電腦鍵盤都有的一個鍵。按下它就會在打字的時候轉換到大寫模式，打出來的英文字母都預設為大寫。這種狀態會一直保持下去直至你再按一次大寫鎖定鍵。在一些電腦上，按住Shift鍵可以臨時轉換到小寫。

## 用戶界面
一般普通的鍵盤上，通常都會有一個LED燈來顯示大寫鎖定是否被開啟─而這個燈號可能是在大寫鎖定的按鈕上，亦或是和Scroll鎖定鍵以及數字鎖定鍵的提示燈排成一列。
當使用者在區分大小寫的情況下輸入密碼時，由於密碼通常不會逐字的顯示在螢幕上，因此常常有未發現大寫鎖定被開啟，而導致密碼輸入錯誤的情況發生。因此在許多幫助說明、技術支援或是其他的相關介面本身，可能都會包含大寫鎖定的偵測，並且會在使用者輸入密碼前，事先提醒使用者大寫鎖定已被開啟。在Windows的登入介面中，大寫鎖定如果被開啟時，即會於畫面中警告使用者。在Mac OS X的系統中，則是會以大寫鎖定的符號（⇪）顯示在輸入密碼的欄位之中。
某些鍵盤製造商會在其所提供的控制軟體中，加入將大寫鎖定功能關閉的選項。這將允許使用者決定其是否要使用大寫鎖定的功能，藉此來避免此功能在他們使用Shift、Tab等不希望大寫鎖定開啟的情況下被開啟。

## 歷史
很多早期的電腦終端，包括ASR-33 Teletype和Lear-SieglerADM-3A，以及IBM PC的早期型號，它們的鍵盤都把Ctrl鍵放在今天的大寫鎖定鍵的位置。這種不方便的設計使得很多高水平的用戶將機器買回來後，自己再將這兩個鍵的位置調換。與此一脈相承的是，OLPC的電腦也將Ctrl放在大寫鎖定鍵的位置上，而且完全取消了大寫鎖定鍵。

## Shift鍵鎖定
雖然“shift鎖定”和大寫鎖定是兩回事，現在基本上很少電腦同時有這兩個功能。例如，Commodore 64上有“shift鎖定”但是沒有大寫鎖定：按下標著Shift Lock的鍵，它就鎖定瞭然後保持按下狀態，直至用戶再按一下以解除鎖定。C-64本身沒有對應shift鎖定鍵的掃瞄代碼，因為它只單純執行一件事：當shift鎖定鍵按下時放下所有的鍵掃瞄線。
一些操作系統和窗口管理器允許大寫鎖定鍵做類似的事情。大寫鎖定鍵這樣的用法還存在於德語和澳大利亞英語的鍵盤上。
現代的QWERTY鍵盤，儘管大寫鎖定鍵模式會將打出來的字母轉變成大寫，它並不影響其它鍵，如數字鍵和標點鍵。要使用數字鍵或標點鍵的功能轉化，你需要同時按住shift鍵。但有些情況下大寫鎖定鍵會影響所有鍵，因為在這些情況下，鍵盤佈局中並不存在shift鍵，例如法語的AZERTY鍵盤佈局或者一些較舊的電腦。這個機制實際上來源於機械打字機，這些打字機的shift（轉移）鍵將整個文字處理器提起，從物理上“轉移”以打出大寫字母和副字母。

## 外部連結
- CAPSoff官方網站（页面存档备份，存于）
- ihATEtHEcAPSlOCKkEY.COM 提供一個關閉大寫鍵功能的軟件
- 使用註冊表文件關閉大寫鍵（页面存档备份，存于）.
- CapSee（页面存档备份，存于） caps lock notification bezel for Mac OS X